# Victorio Montalvo Rojas
Victorio Rubén Montalvo Rojas (México, D.F., 8 de diciembre de 1966) es un político mexicano que ha sido en dos ocasiones diputado federal.

## Biografía
Es licenciado en Derecho egresado de la Universidad Nacional Autónoma de México, ha ocupado los cargos de director general de Política Laboral y Servicio Público de Carrera y de director general de la Caja de Previsión para Trabajadores en el Gobierno del Distrito Federal, además de coordinador de asesores y coordinador de participación ciudadana en la Delegación Venustiano Carranza.
Fue elegido diputado federal por el IX Distrito Electoral Federal del Distrito Federal durante la LVII Legislatura de 1997 a 2000, en donde se desempeñó, en 1999,  como Presidente de la Cámara de Diputados durante el Segundo Periodo de Sesiones Extraordinarias del Segundo Año de Ejercicio de esa legislatura. 
En 2006 fue elegido diputado por segunda ocasión para la LX Legislatura de 2006 a 2009 en donde fue Secretario de la Comisión del Distrito Federal, e integrante de las comisiones de Justicia y de Puntos Constitucionales.
Durante la toma de la tribuna de la Cámara de Diputados de México por diputados miembros del Frente Amplio Progresista, asistió el 24 de abril de 2008 a una sesión de la Cámara realizada en un recinto alterno, donde con su presencia ayudó a formar el cuórum suficiente para que esta se pudiera llevar a cabo y en la cual se aprobó una reforma al Estatuto de gobierno del Distrito Federal que eliminó la "Cláusula de Gobernabilidad" de la Asamblea Legislativa del Distrito Federal, en consecuencia a esto ningún partido político podría volver a tener mayoría absoluta en dicha Asamblea;